# Carbodihydrazid
Carbodihydrazid [ CO(NHNH2)2 ] ist eine chemische Verbindung aus der Gruppe der Hydrazide. Die Verbindung ist ein brennbarer, wasserlöslicher Feststoff. Beim Erwärmen wird Carbodihydrazid explosionsfähig.

## Geschichte
Obwohl August Wilhelm von Hofmann 1863 schon sym-Diphenylhydrazin synthetisierte und Emil Fischer 1875 seine Arbeiten über Phenylhydrazine begann, wurde die Mutterverbindung Hydrazin erst 1887 durch Theodor Curtius bekannt. T. Curtius beschrieb 1894 und – ausführlicher – 1895 Carbodihydrazid, welches er durch Hydrazinolyse von Kohlensäurediethylester gewonnen und durch Umwandlung in geeignete Derivate charakterisiert hatte.

## Gewinnung und Darstellung
Carbodihydrazid kann durch
- Hydrazinolyse von Kohlensäureestern:[2]

{\displaystyle \mathrm {(C_{2}H_{5}O)_{2}CO+2\ N_{2}H_{4}\cdot H_{2}O\longrightarrow NH_{2}NHCONHNH_{2}+2\ C_{2}H_{5}OH+2\ H_{2}O} }
- Hydrazinolyse von Phosgen:

{\displaystyle \mathrm {ClCOCl+NH_{2}NH_{2}\longrightarrow NH_{2}NHCOCl+HCl} }
{\displaystyle \mathrm {NH_{2}NHCOCl+NH_{2}NH_{2}\longrightarrow NH_{2}NHCONHNH_{2}+HCl} }
- Hydrazinolyse von Carbazinsäure:

{\displaystyle \mathrm {NH_{2}NHCOOH\cdot NH2NH2\longrightarrow NH_{2}NHCONHNH_{2}+H_{2}O} }
gewonnen werden.

## Verwendung
Carbodihydrazid wird als Sauerstoffbinder in Kesselwasser verwendet. Wie auch Hydrazin, schützt und passiviert Carbodihydrazid Metalloberflächen.